# Длиннохвостый крылан
Длиннохвостый крылан (лат. Notopteris macdonaldi) — вид летучих мышей из семейства крыланов. Видовое латинское название дано в честь английского учёного сэра Джона Дениса Макдоналда (1826—1908).

## Описание
Длина тела 10 см. Длина хвоста 6 см — единственный представитель семейства с длинным хвостом, не включенным в летательную перепонку. Зубов 28.
Днём не активен, пережидает это время в пещерах или в дуплах деревьев. Могут собираться в группы по нескольку сотен особей. Питается нектаром, пыльцой, плодами.

## Ареал
Фиджи, Новая Каледония, Вануату, Понапе из группы Каролинских островов.